# Däyäqarabulaq
Däyäqarabulaq (azerbajdzjanska: Dəyəqarabulaq) är en ort i Azerbajdzjan. Den ligger i distriktet Gädäbäy rajon, i den västra delen av landet, 300 km väster om huvudstaden Baku. Däyäqarabulaq ligger 1 529 meter över havet och antalet invånare är 2 016.
Terrängen runt Däyäqarabulaq är kuperad åt nordost, men åt sydväst är den bergig. Närmaste större samhälle är distriktshuvudorten Gädäbäy, 6,6 km norr om Däyäqarabulaq. 
I omgivningarna runt Däyäqarabulaq växer i huvudsak lövfällande lövskog. Runt Däyäqarabulaq är det ganska glesbefolkat, med 38 invånare per kvadratkilometer.